# بيل بورن
بيل بورن (15 نوفمبر 1952 - ) (بالإنجليزية: Bill Bourne) هو لاعب كريكت باربادوسي.

## وصلات خارجية
- بيل بورن على موقع إي آس بي آن كريك إنفو (الإنجليزية)